# Liam McNeeley
Liam Thomas McNeeley (Richardson, Texas, 10 de octubre de 2005) es un baloncestista estadounidense que pertenece a la plantilla de los Charlotte Hornets de la NBA. Con 2,01 metros de estatura, juega en la posición de alero. 

## Trayectoria deportiva

### Primeros años
McNeeley creció en Richardson, Texas, e inicialmente asistió a la escuela secundaria J. J. Pearce. Fue transferido a la escuela secundaria John Paul II en Plano, Texas, después de su primer año. Promedió 17 puntos, nueve rebotes, cinco asistencias, dos robos y dos tapones por partido en su segundo año. Después de la temporada fue transferido por segunda vez a la Academia Montverde en Montverde, Florida. Promedió 12.5 puntos, 3.8 rebotes y 2.8 asistencias por partido en su último año. Fue seleccionado para jugar en el prestigioso McDonald's All-American Game de 2024.

### Universidad
Jugó una temporada con los Huskies de la Universidad de Connecticut, en la que promedió 14,5 puntos, 6,0 rebotes y 2,3 asistencias por partido. Fue elegido freshman del año de la Big East Conference, además de ser incluido en el tercer mejor quinteto de la conferencia y en el mejor quinteto de novatos.
Al término de la temporada se declaró elegible para el draft de la NBA, renunciando al resto de su elegibilidad universitaria.

#### Estadísticas
| Año     | Equipo | PJ | PT | MPP  | %TC  | %3P  | %TL  | RPP | APP | ROB | TPP | PPP  |
| ------- | ------ | -- | -- | ---- | ---- | ---- | ---- | --- | --- | --- | --- | ---- |
| 2024–25 | UConn  | 27 | 26 | 32.1 | .381 | .317 | .866 | 6.0 | 2.3 | .6  | .2  | 14.5 |

### Profesional
Fue elegido en la vigésimo novena posición del Draft de la NBA de 2025 por los Phoenix Suns, pero cinco días después sus derechos del draft serían transferidos a los Charlotte Hornets, junto con Vasilije Micić y una selección de primera ronda de 2029 a cambio del pívot Mark Williams y una selección de segunda ronda de 2029.